# Parafia św. Floriana w Korytnicy
Parafia św. Floriana w Korytnicy – parafia rzymskokatolicka, znajdująca się w diecezji kieleckiej, w dekanacie chęcińskim.